# Allobaccha nubilipennis
Allobaccha nubilipennis là một loài ruồi trong họ Ruồi giả ong (Syrphidae). Loài này được Austen mô tả khoa học đầu tiên năm 1983. Allobaccha nubilipennis phân bố ở miền Đông phương